# Diócesis de Jujuy
La Diócesis de Jujuy (en latín: Dioecesis Iuiuyensis) es una circunscripción eclesiástica de la Iglesia católica en Argentina, creada en 1934, sufragánea de la arquidiócesis de Salta. Su Catedral es la Catedral del Santísimo Salvador,  antigua  Iglesia Matriz de la ciudad de Jujuy, en el sitio fundacional y cuyo edificio data del siglo XVIII, declarada Monumento Histórico Nacional
La Patrona de la Diócesis es la Virgen del Rosario de Río Blanco y Paypaya , "Patrona del Ejército del Norte" que recibe veneración desde fines del siglo XVII.
Desde el 7 de junio de 2012 su obispo es César Daniel Fernández.

## Territorio y organización

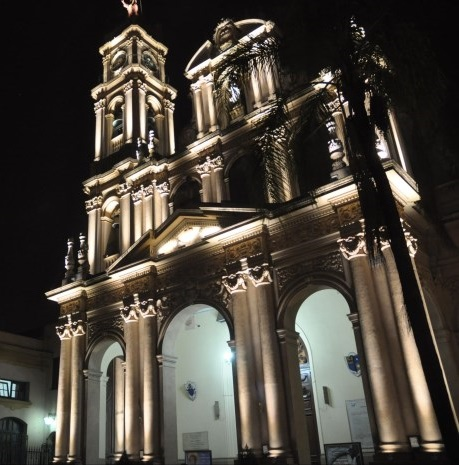
Basílica de San Francisco, en San Salvador de Jujuy

La diócesis tiene 20 082 km² y extiende su jurisdicción sobre los fieles católicos de rito latino residentes en la provincia de Jujuy los departamentos de: Ledesma, Dr. Manuel Belgrano, Palpalá, El Carmen, San Pedro, San Antonio, Tilcara, Santa Bárbara, Tumbaya y Valle Grande.
La sede de la diócesis se encuentra en la ciudad de San Salvador de Jujuy, en donde se halla la Catedral del Santísimo Salvador y la basílica menor de San Francisco. 
En 2021 en la diócesis existían 42 parroquias.

## Historia
La diócesis fue erigida el 20 de abril de 1934 con la bula Nobilis Argentinae nationis del papa Pío XI, obteniendo el territorio de la diócesis de Salta, que simultáneamente fue elevada a arquidiócesis metropolitana.

Apostolicae potestatis plenitudine, ea quae sequuntur statuimus ac decernimus: Decem novas dioeceses in Republica Argentina erigimus et constituimus, scilicet: Jujuiensem (...) Dioecesis Jujuiensis territorio constabit, quo et eiusdem nominis provincia civilis, hucusque ad dioecesim Saltensem pertinente, ac paroecias complectetur: Ssmo Salvador, San Fedro de Rio Negro, N. S. del Rosario de Ledesma, Perico del Carmen, Perico de San Antonio, Titeara, Tumbaya, Humahuaca, Valle Grande, Chochinoca, Santa Catalina, Rinconada, Yavi vulgo nuncupatas, quas idcirco a Saltensi dioecesi separamus. Novae huius dioecesis sedem episcopalem in Jujuy urbe constituimus; cathedram vero in ecclesia Sanctissimi Salvatoris.
Parte de la bula Nobilis Argentinae nationis

El 1 de julio de 1960, con la carta apostólica Singulari studio, el papa Juan XXIII proclamó a la Bienaventurada Virgen María del Santísimo Rosario de Río Blanco y Paypaya  como patrona principal de la diócesis.
El 8 de septiembre de 1969 cedió una parte de su territorio para la erección de la prelatura territorial de Humahuaca bula Munus apostolicum del papa Pablo VI.

## Estadísticas
Según el Anuario Pontificio 2022 la diócesis tenía a fines de 2021 un total de 617 200 fieles bautizados.
| Año                                                                             | Población            | Población | Población      | Sacerdotes | Sacerdotes    | Sacerdotes    | Bautizados por sacerdote | Diáconos permanentes | Religiosos | Religiosos | Parroquias |
| Año                                                                             | Bautizados católicos | Total     | % de católicos | Total      | Clero secular | Clero regular | Bautizados por sacerdote | Diáconos permanentes | Varones    | Mujeres    | Parroquias |
| ------------------------------------------------------------------------------- | -------------------- | --------- | -------------- | ---------- | ------------- | ------------- | ------------------------ | -------------------- | ---------- | ---------- | ---------- |
| 1950                                                                            | 166 710              | 166 943   | 99.9           | 34         | 24            | 10            | 4903                     |                      | 11         | 45         | 17         |
| 1965                                                                            | 275 000              | 286 000   | 96.2           | 30         | 13            | 17            | 9166                     |                      | 17         | 63         | 18         |
| 1970                                                                            | 200 000              | 247 363   | 80.9           | 45         | 21            | 24            | 4444                     |                      | 28         | 77         | 20         |
| 1976                                                                            | 270 000              | 275 000   | 98.2           | 43         | 21            | 22            | 6279                     |                      | 30         | 76         | 25         |
| 1980                                                                            | 327 000              | 331 000   | 98.8           | 40         | 22            | 18            | 8175                     |                      | 31         | 73         | 27         |
| 1990                                                                            | 405 000              | 410 000   | 98.8           | 48         | 28            | 20            | 8437                     | 7                    | 33         | 120        | 33         |
| 1998                                                                            | 508 000              | 535 000   | 95.0           | 55         | 40            | 15            | 9236                     | 8                    | 30         | 97         | 36         |
| 1999                                                                            | 508 000              | 535 000   | 95.0           | 54         | 39            | 15            | 9407                     | 8                    | 30         | 97         | 36         |
| 2001                                                                            | 504 000              | 560 000   | 90.0           | 56         | 46            | 10            | 9000                     |                      | 29         | 128        | 36         |
| 2002                                                                            | 504 000              | 560 000   | 90.0           | 61         | 41            | 20            | 8262                     | 10                   | 40         | 107        | 35         |
| 2003                                                                            | 504 000              | 560 000   | 90.0           | 65         | 47            | 18            | 7753                     | 10                   | 35         | 120        | 35         |
| 2004                                                                            | 504 000              | 560 000   | 90.0           | 62         | 40            | 22            | 8129                     | 9                    | 40         | 116        | 35         |
| 2006                                                                            | 508 000              | 565 000   | 89.9           | 70         | 41            | 29            | 7257                     | 7                    | 42         | 107        | 36         |
| 2011                                                                            | 524 000              | 580 000   | 90.3           | 68         | 41            | 27            | 7705                     | 7                    | 43         | 109        | 36         |
| 2013                                                                            | 534 000              | 590 000   | 90.5           | 71         | 41            | 30            | 7521                     | 7                    | 46         | 112        | 36         |
| 2016                                                                            | 546 900              | 607 500   | 90.0           | 71         | 45            | 26            | 7702                     | 6                    | 46         | 102        | 34         |
| 2019                                                                            | 605 700              | 673 307   | 90.0           | 70         | 42            | 28            | 8652                     | 6                    | 45         | 77         | 40         |
| 2021                                                                            | 617 200              | 686 630   | 89.9           | 74         | 47            | 27            | 8340                     | 6                    | 43         | 69         | 42         |
| Fuente: Catholic-Hierarchy, que a su vez toma los datos del Anuario Pontificio. |                      |           |                |            |               |               |                          |                      |            |            |            |

Cuenta con 1 santuario, 14 casas de religiosos, 17 centros educativos, 26 casas de religiosas y 1 monasterio femenino.

## Episcopologio
- Enrique José Mühn, S.V.D. † (13 de septiembre de 1934-2 de agosto de 1965 renunció[nota 1])
- José Miguel Medina † (8 de septiembre de 1965-7 de julio de 1983 renunció)
- Arsenio Raúl Casado † (7 de julio de 1983-15 de junio de 1994 nombrado arzobispo de Tucumán)
- Marcelino Palentini, S.C.I. † (11 de julio de 1995-18 de septiembre de 2011 falleció)
- César Daniel Fernández, desde el 7 de junio de 2012

## Galería de imágenes

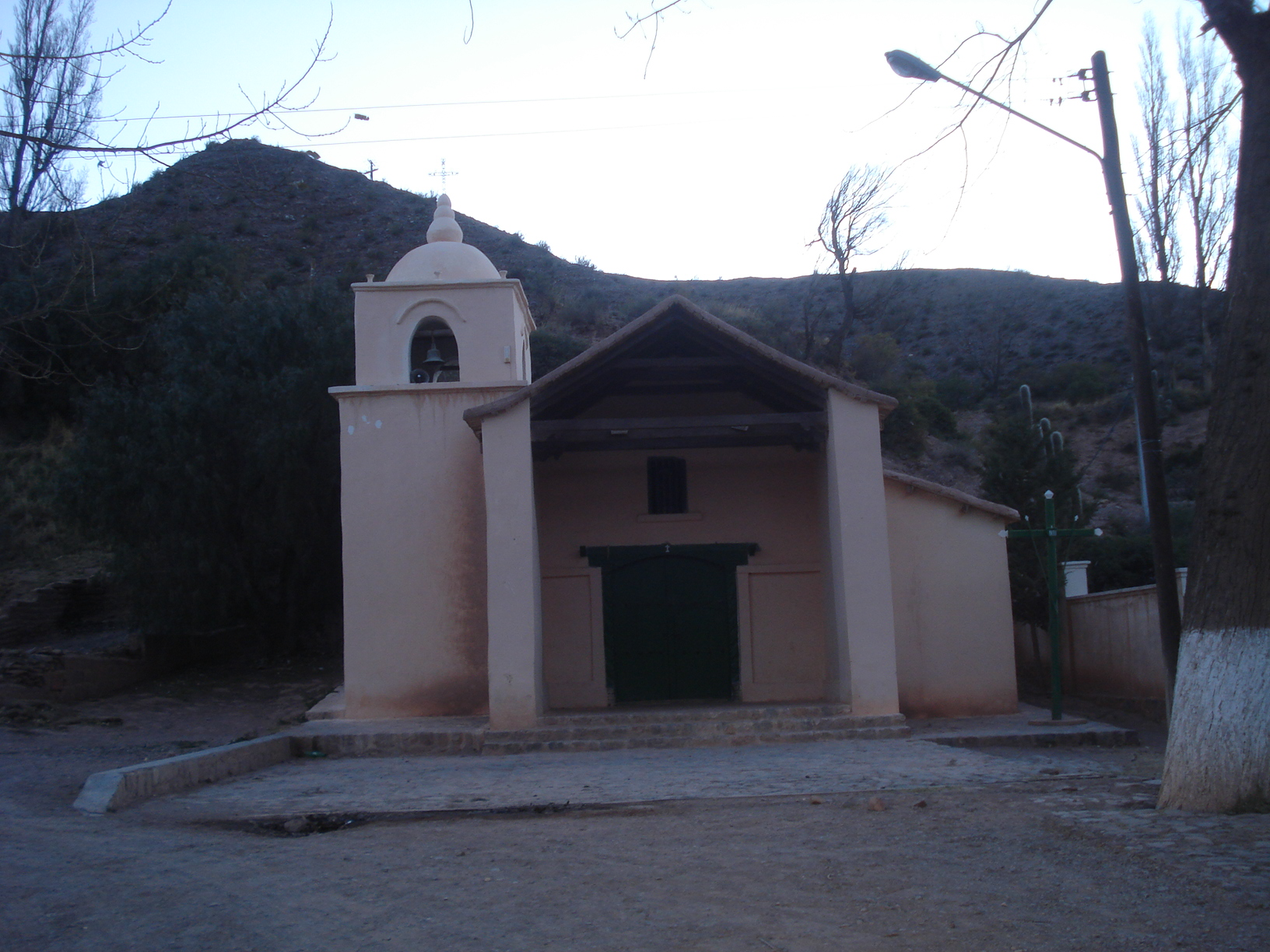
Capilla de la Inmaculada Concepción (Huacalera)
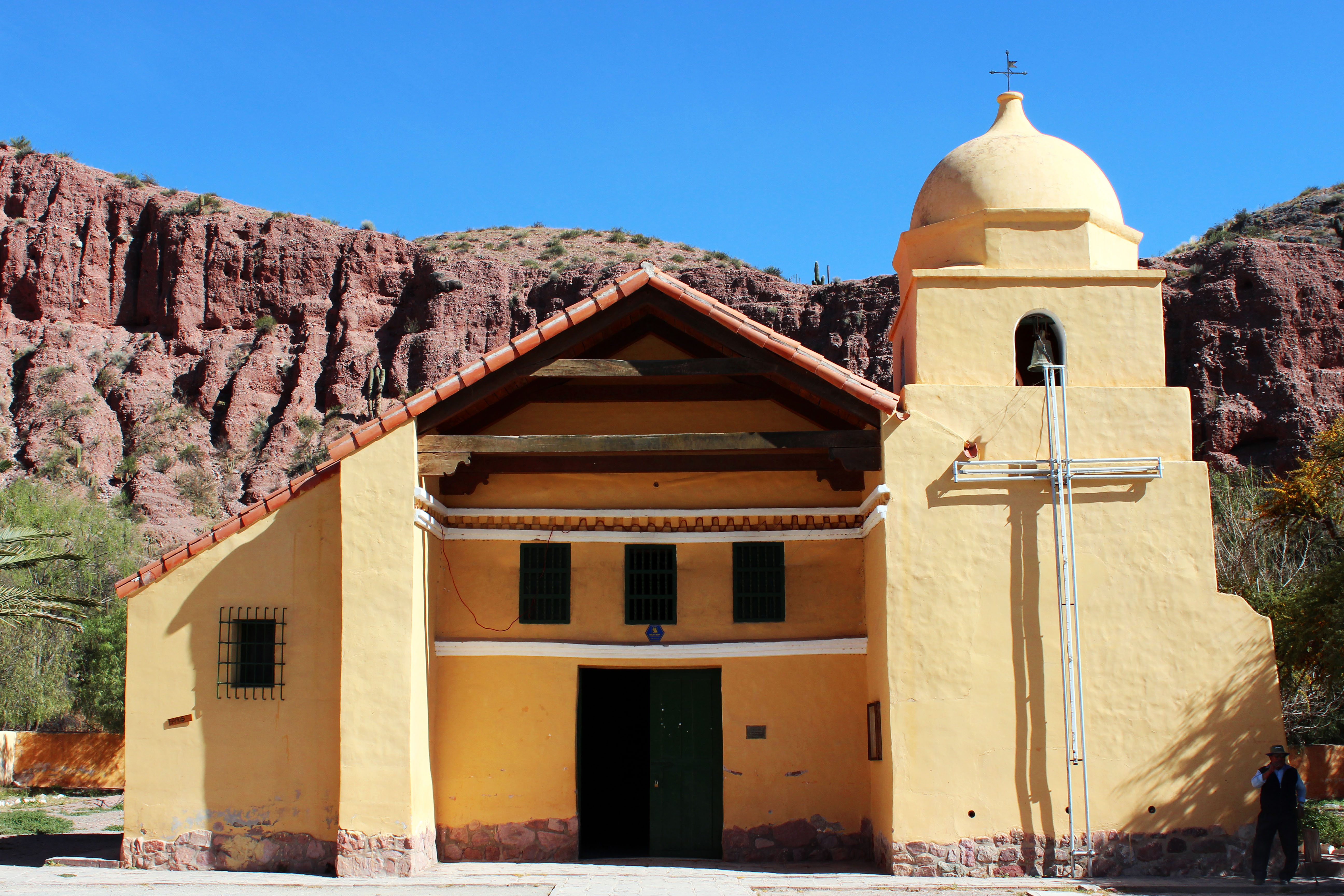
Capilla de Tumbaya
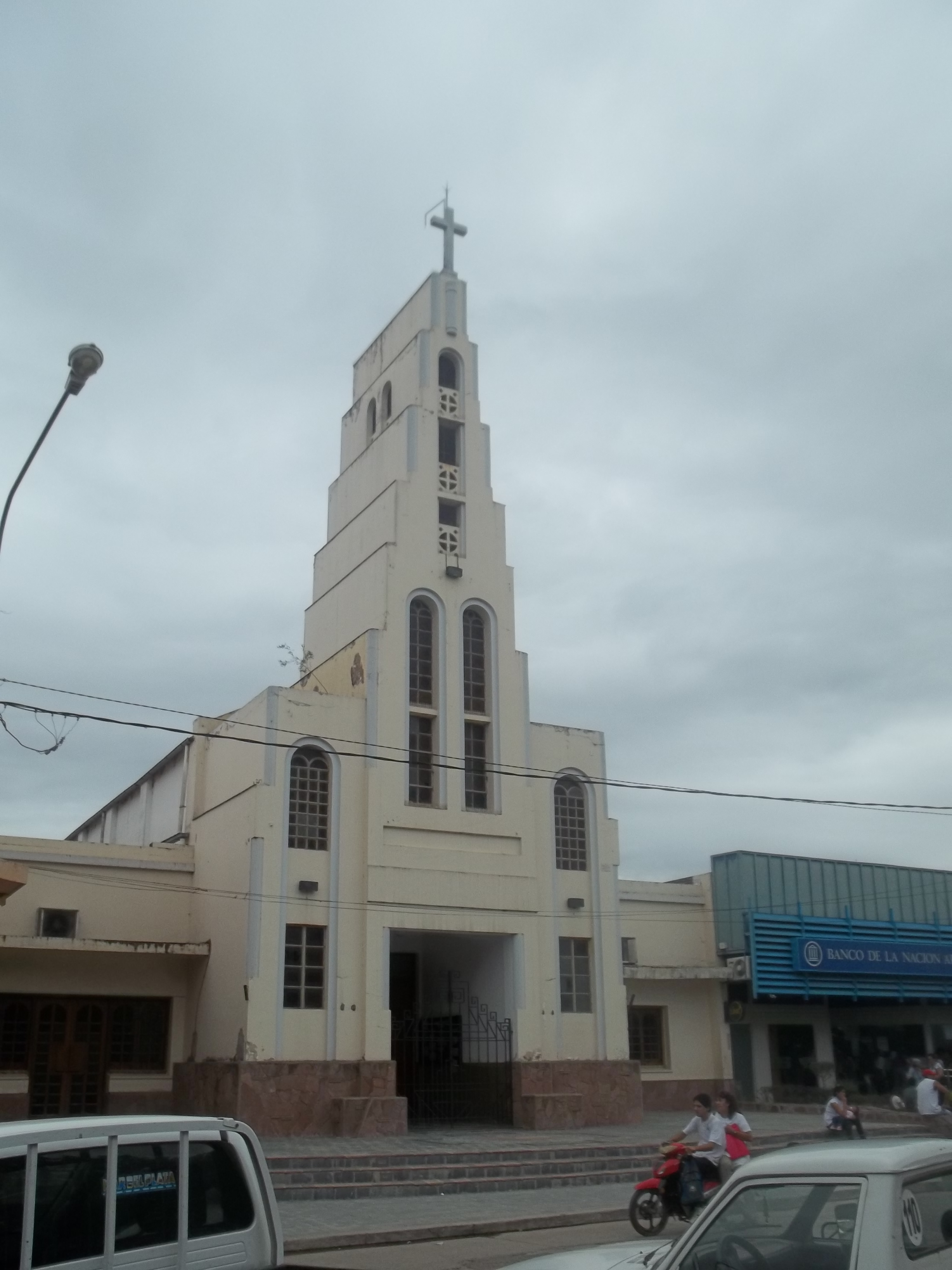
Iglesia principal de Libertador General San Martín
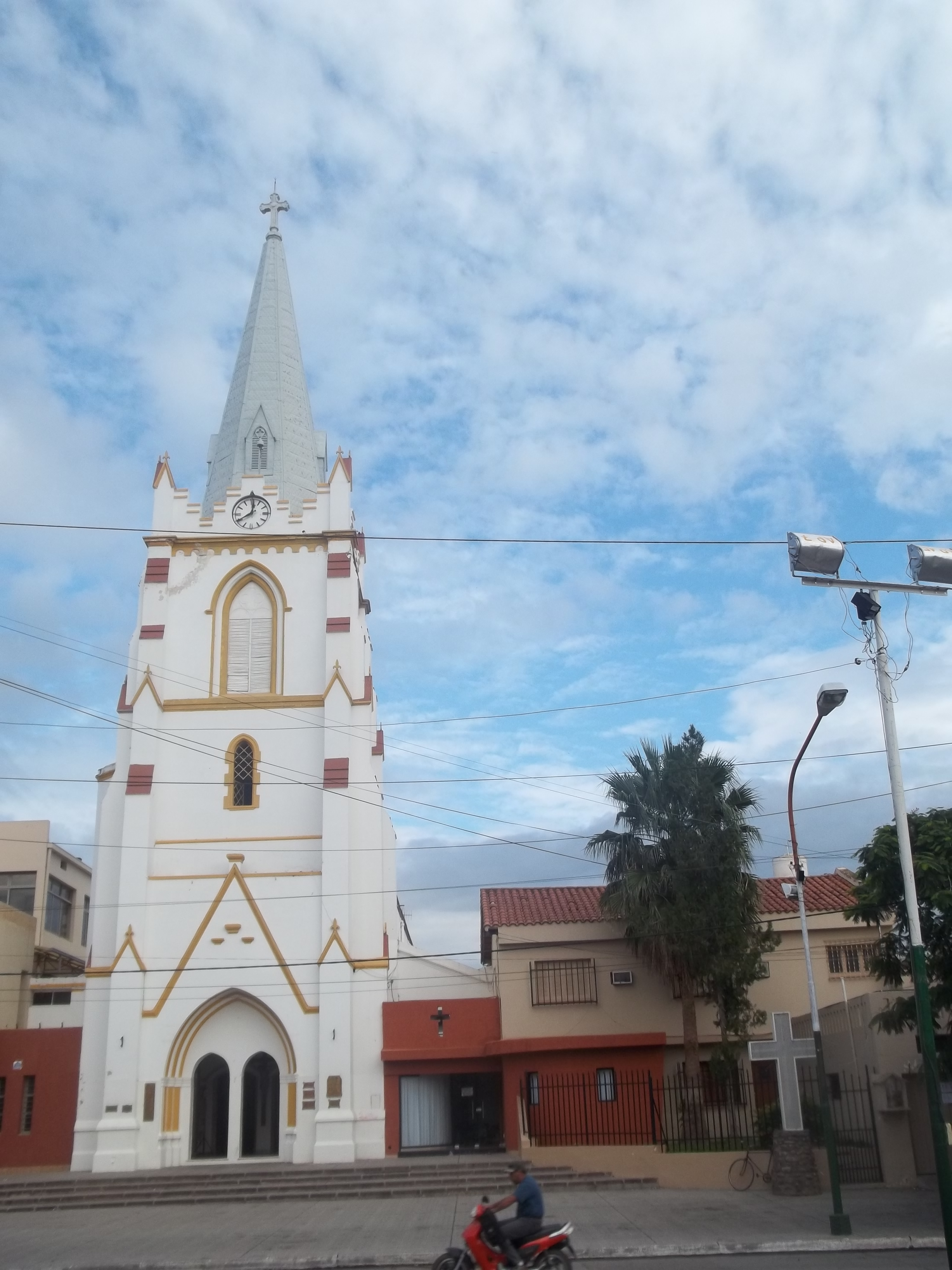
Iglesia principal de San Pedro de Jujuy
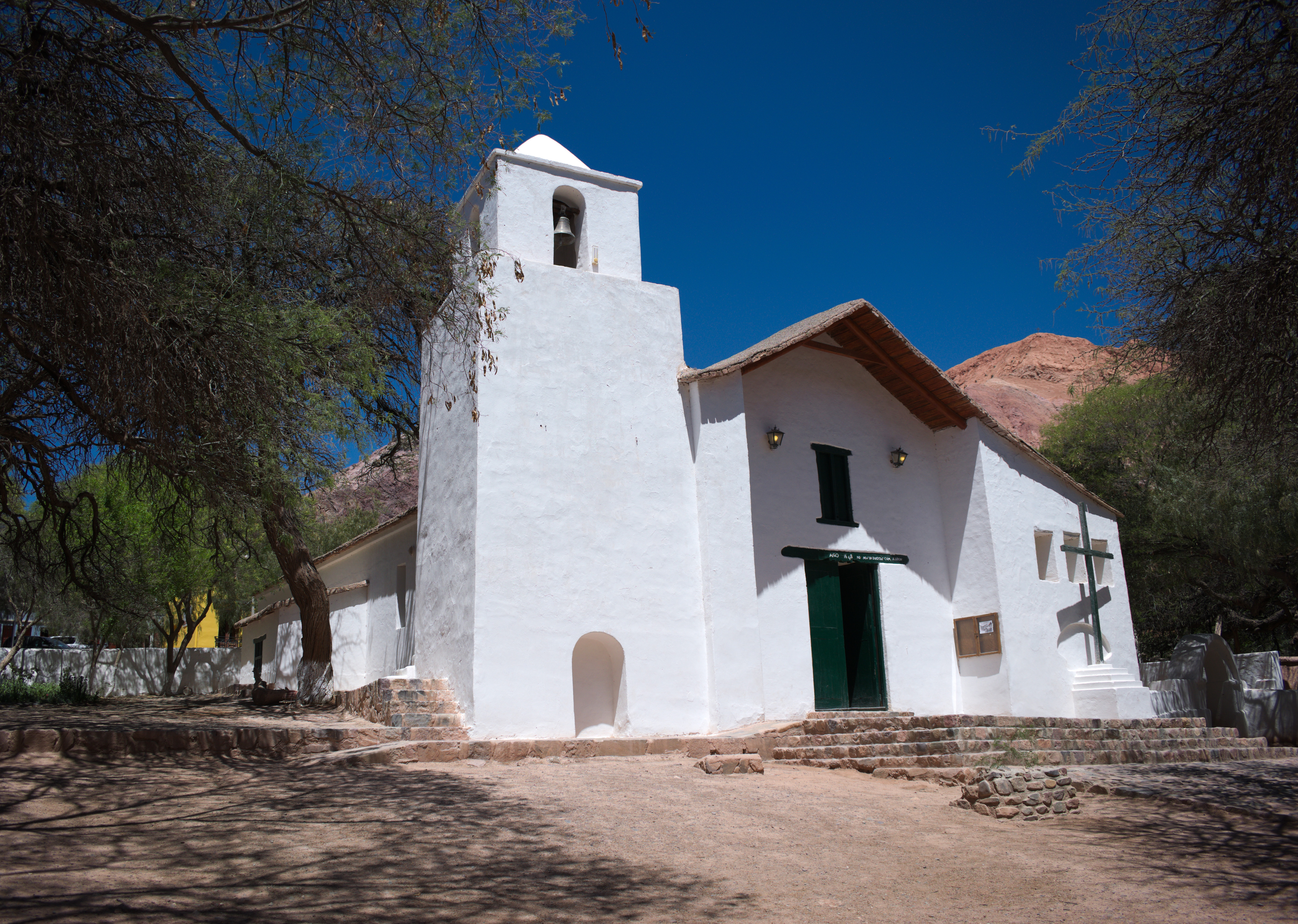
Iglesia de Santa Rosa de Lima en Purmamarca